# Kathy Manning

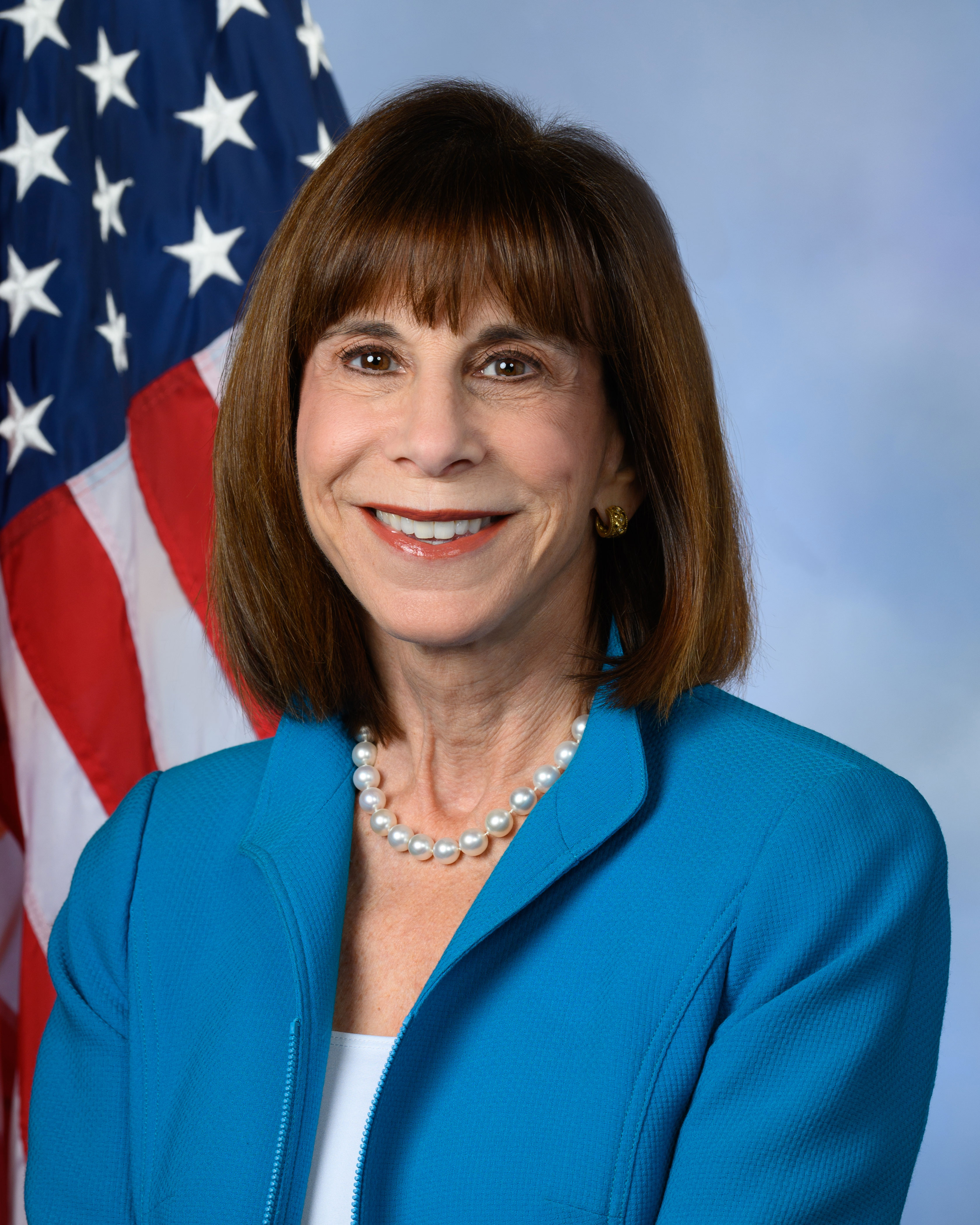
Kathy Manning (2021)

Kathy Ellen Manning (* 3. Dezember 1956 in Detroit, Wayne County, Michigan) ist eine US-amerikanische Anwältin und Politikerin aus North Carolina. Seit Januar 2021 vertritt sie den sechsten Distrikt des Bundesstaats North Carolina im US-Repräsentantenhaus.

## Leben
Manning wurde am 3. Dezember 1956 in einer jüdischen Familie in Detroit, Michigan, geboren. Ihr Vater arbeitete 40 Jahre lang für die Ford Motor Company, ihre Mutter war Lehrerin an einer öffentlichen Schule. Manning besuchte die Harvard University, wo sie a cappella bei den Radcliffe Pitches sang. Sie besuchte auch die University of Michigan Law School und erwarb einen Juris Doctor. Im Anschluss war sie als  Anwältin tätig.
Nach ihrem College-Abschluss zog Manning 1987 nach Greensboro, der Heimatstadt ihres Mannes. Sie war die erste Frau, die von 2009 bis 2012 Vorstandsvorsitzende der Jewish Federations of North America war. Sie war auch die Gründungsvorsitzende von Prizmah: Center for Jewish Day Schools in New York.
Manning lebt mit ihrem Mann in Greensboro (North Carolina), wo sie auch ihre drei Kinder aufzogen.

## Politik

### 2018
2018 kandidierte Manning gegen den republikanischen Amtsinhaber Ted Budd für das US-Repräsentantenhaus im 13. Kongressbezirk von North Carolina. Der Bezirk erstreckte sich damals vom südwestlichen Greensboro bis in die nördlichen Vororte von Charlotte. Auf dem Papier neigte der Bezirk zu den Republikanern; Donald Trump hatte den Bezirk zwei Jahre zuvor mit 53 % der Stimmen gewonnen. Sie verlor gegen Budd mit 51–45 %.

### 2020
Nach einer gerichtlich angeordneten Neueinteilung im Jahr 2019 wurde Mannings Wohnort Greensboro in den benachbarten sechsten Distrikt gezogen, der von dem Republikaner Mark Walker vertreten wurde. Der neue 6. Bezirk umfasste das gesamte Guilford County und weitete sich nach Westen aus, um die demokratischeren Gebiete des benachbarten Forsyth County einzunehmen, darunter fast ganz Winston-Salem.
Am 2. Dezember 2019, wenige Stunden bevor die neue Karte veröffentlicht wurde, kündigte Manning an, dass sie im 6. Distrikt kandidieren würde. Der neue Bezirk war deutlich kompakter und demokratischer als sein Vorgänger. Hätte es ihn 2016 gegeben, hätte Hillary Clinton ihn mit über 59 % der Stimmen gewonnen – ein nahezu spiegelbildliches Abbild von Trumps 56 % im alten 6. Auf dem Papier war der neue 6. einer der demokratischsten Distrikte mit weißer Mehrheit im Süden.
Da die meisten Beobachter davon ausgingen, dass der 6. Bezirk wahrscheinlich von den Demokraten gewonnen werden würde, kündigte Walker an, dass er nicht für eine vierte Amtszeit kandidieren würde.
Manning gewann die Vorwahlen der Demokraten und besiegte bei den Parlamentswahlen den republikanischen Kandidaten Lee Haywood mit 62 % der Stimmen. Bei ihrer Vereidigung am 3. Januar 2021 wurde sie die erste Demokratin, die diesen Bezirk seit 1985 vertritt, und die erste weiße Demokratin, die einen Bezirk in den Triaden vertritt, seit Stephen L. Neal 1995 aus dem Amt schied. Ihre aktuelle Legislaturperiode im Repräsentantenhaus des 117. Kongresses läuft noch bis zum 3. Januar 2023.

### 2022
Die Primary (Vorwahl) ihrer Partei wurde abgesagt und sie wurde erneut Kandidatin. Sie tritt damit am 8. November 2022 gegen Christian Castelli von der Republikanischen Partei, sowie Thomas Watercott von der Libertarian Party an. Ihr Wahlerfolg gilt als relativ sicher.

### Ausschüsse
Sie ist aktuell Mitglied in folgenden Ausschüssen des Repräsentantenhauses:
- Committee on Education and Labor
  - Early Childhood, Elementary, and Secondary Education
  - Higher Education and Workforce Investment
- Committee on Foreign Affairs
  - Asia, the Pacific, Central Asia, and Nonproliferation
  - Middle East, North Africa, and Global Counterterrorism